# Campionato sudamericano maschile di pallacanestro 1940
L'8º Campionato dell'America Meridionale Maschile di Pallacanestro (noto anche come FIBA South American Championship 1940) si è svolto dal 20 al 28 gennaio 1940 a Montevideo in Uruguay. Il torneo è stato vinto dalla nazionale uruguaiana.
I FIBA South American Championship sono una manifestazione contesa dalle squadre nazionali dell'America meridionale, organizzata dalla CONSUBASQUET (Confederazione America Meridionale), nell'ambito della FIBA Americas.

## Squadre partecipanti
- Argentina
- Brasile
- Cile
- Paraguay
- Perù
- Uruguay

## Classifica finale
| Pos | Squadra   | V-P |
| --- | --------- | --- |
|     | Uruguay   | 5-0 |
|     | Argentina | 4-1 |
|     | Brasile   | 3-2 |
| 4   | Cile      | 2-3 |
| 5   | Perù      | 1-4 |
| 6   | Paraguay  | 0-5 |